# Ode della gelosia (fr. 31 Voigt)
L'Ode della gelosia, anche nota come Ode del Sublime (fr. 31 Voigt = 2 Gallavotti), è una lirica pressoché completa di Saffo. Il soprannome "sublime" è dovuto al trattato Del sublime che le attribuisce tale caratteristica.
In questa ode la poetessa confessa il turbamento profondo che la coglie assistendo a una scena di seduzione: una ragazza del tiaso, la scuola femminile che la poetessa dirige a Lesbo, è in compagnia di un uomo e intrattiene con lui una conversazione.

## Testo e analisi
ἔμμεν᾽ ὤνηρ, ὄττις ἐνάντιός τοι

ἰσδάνει καὶ πλάσιον ἆδυ φωνεί-

σας ὐπακούει

καὶ γελαίσας ἰμέροεν, τό μ᾽ ἦ μὰν

καρδίαν ἐν στήθεσιν ἐπτόαισεν,

ὠς γὰρ ἔς σ᾽ ἴδω βρόχε᾽ ὤς με φώνη-

σ᾽ οὐδ᾽ ἒν ἔτ᾽ εἴκει,

ἀλλὰ κὰδ μὲν γλῶσσα ἔαγε, λέπτον

δ᾽ αὔτικα χρῷ πῦρ ὐπαδεδρόμακεν,

ὀππάτεσσι δ᾽ οὐδὲν ὄρημμ᾽, ἐπιβρό-

μεισι δ᾽ ἄκουαι,

ψῦχρα δ᾽ ἴδρως κακχέεται, τρόμος δὲ

παῖσαν ἄγρει, χλωροτέρα δὲ ποίας

ἔμμι, τεθνάκην δ᾽ ὀλίγω ’πιδεύης

φαίνομ’ ἔμ᾽ αὔτᾳ·

ἀλλὰ πὰν τόλματον, ἐπεί κ[†]»
che ti siede davanti e da vicino

ti ascolta: dolce suona la tua voce

e il tuo sorriso

accende il desiderio. E questo il cuore

mi fa scoppiare in petto: se ti guardo

per un istante, non mi esce un solo

filo di voce,

ma la lingua è spezzata, scorre esile

sotto la pelle subito una fiamma,

non vedo più con gli occhi, mi rimbombano

forte le orecchie,

e mi inonda un sudore freddo, un tremito 

mi scuote tutta, e sono anche più pallida

dell'erba, e sento che non è lontana

per me la morte.

Ma tutto si sopporta, poiché ...»
(trad. di G. Nuzzo)
Il trattato Del Sublime cita l'ode per sottolineare la bravura della poetessa nello scegliere le sensazioni "più elevate" e "più tese", connettendole tra loro e creando una perfetta unità di sentire, così da raggiungere il sublime. Proprio il commento del trattatista anonimo appare quello più fine:
(Del Sublime, X, 1, trad. di F. Donadoni)

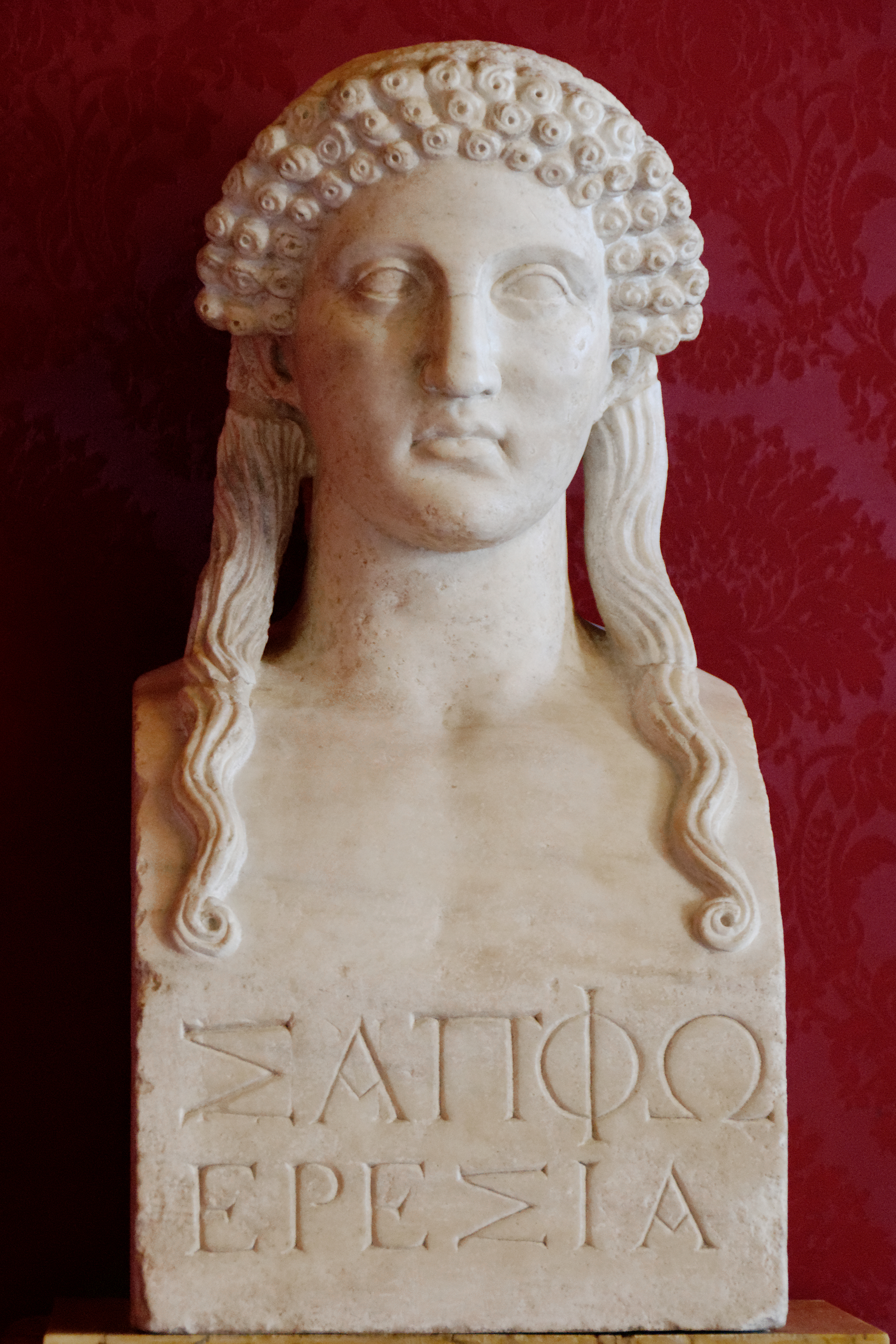
Busto di Saffo conservato nei Musei capitolini a Roma

Saffo esegue infatti una precisa analisi dei sintomi che accompagnano il prorompere della passione amorosa, considerata come una vera e propria sindrome patologica, e che sono nell'ordine: tachicardia, perdita della parola, febbre, annebbiamento della vista, rimbombo alle orecchie, sudorazione fredda, violenti brividi in tutto il corpo, pallore e sensazione di morte imminente.
Rimane dubbio alla critica il ruolo ricoperto dall'uomo nella situazione descritta; solitamente si identifica l'uomo come il promesso sposo di una delle ragazze del tiaso, il quale sta per condurre via l'amata dal posto. Non si è nemmeno giunti a un'interpretazione univoca del passaggio ἴσος θέοισιν, "pari agli dèi", al v. 1: tradizionalmente si pensa ad una forma di "gelosia" da parte di Saffo, che considera l'ipotetico sposo come un dio, essendo promesso alla ragazza che lei ama; ma una parte della critica pensa anche ad una sorta di "invidia" della poetessa verso l'uomo, il quale è capace di mantenere la sua imperturbabilità (caratteristica tipica delle divinità classiche) dinanzi a tanta bellezza.
Secondo Biagio Conte nell'ultima strofa, come lascia intendere il v. 17, Saffo avrebbe elevato la propria esperienza ad una riflessione generale valida per le ragazze del tiaso, in modo che fossero state in grado di riconoscere l'amore e i suoi "sintomi". Spicca, fra le tante, anche la proposta di integrazione del grecista Enrico Livrea:
Ψαπφ᾽ ὀνειδίσαις ἅτε κ]αὶ πένητα·

[ὢς ἀπόλλυνταί τε ἄνακτες ὄλβι-

αί τε πόληες.]*»
spregerai da misero l’uomo ozioso:

sì, così sovrani e città dorate

vanno in rovina.»
(Enrico Livrea)

## Successo letterario
L'ode saffica ha avuto una grande fortuna nella cultura letteraria successiva, ed è stata riproposta da autori classici e moderni con rielaborazioni, traduzioni o semplici riferimenti.

### Apollonio Rodio
Nelle sue Argonautiche (III secolo a.C.) Apollonio Rodio descrive l'incontro di Medea con Giasone in modo simile al turbamento amoroso descritto da Saffo (sono evidenziati in corsivo i sintomi in comune con l'ode di Saffo):
(Apollonio Rodio, Le Argonautiche, libro III, 962-965, trad. di G. Nuzzo)

### Quinto Ennio

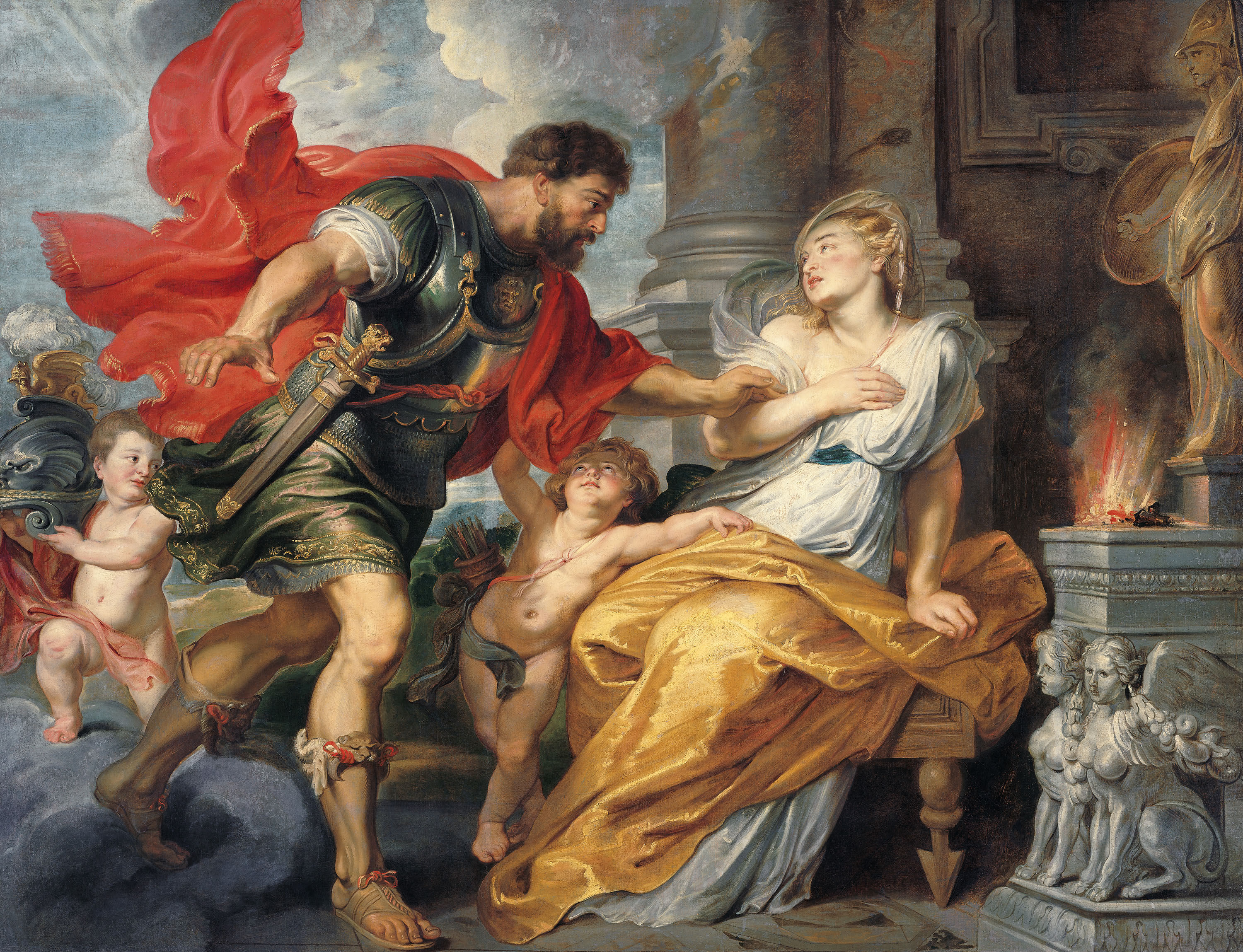
Ilia e il dio Marte (dipinto di Peter Paul Rubens).

Dei possibili riferimenti all'ode saffica sono stati rintracciati dalla critica anche negli Annales di Ennio, al frammento 32 Traglia:
et ripas raptare locosque novos; ita sola

postilla, germana soror, errare videbar

tardaque vestigare et quaerere te neque posse

corde capessere: semita nulla pedem stabilibat.

[...] Vix aegro cum corde meo me somnus reliquit.»
e per rive e luoghi sconosciuti; così, da sola,

sorella cara, in seguito mi sembrò di vagabondare

e ripercorrere lentamente i miei passi e cercarti invano e non poter 
riprendere coraggio:
nessun sentiero offriva un saldo sostegno al piede.

[...] A stento il sonno mi abbandonò con il mio cuore in affanno.»
(Quinto Ennio, Annales, vv. 37-42, 50 Skutsch = vv. 38-43, 51 Vahlen)
I versi sono tratti dall'episodio in cui la vestale Ilia racconta alla propria nutrice del sogno da cui si è risvegliata terrorizzata, in cui ha incontrato "un uomo di bell'aspetto" che si rivelerà poi il futuro amante Marte. Non solo è da confrontare il passaggio del v. 38 (Skutsch) me visus homo pulcher, "mi appare un uomo bello", con il v. 1 dell'Ode del Sublime, φαίνεταί μοι κῆνος, "mi appare costui", ma anche le forti sensazioni di turbamento che assalgono la vestale durante e dopo il sogno: la donna non riesce a trovare alcun sentiero che possa darle sicurezza (v. 42), ma soprattutto le mancano "le forze" e "la vita" (v. 38), come se non avesse più percezione del proprio corpo e fosse morta.

### Il carme 51 di Catullo
Una fortunata rielaborazione è stata quella di Catullo, poeta romano del I secolo a.C..
Catullo ripropone l'ode saffica nel carme 51, introducendo importanti variazioni nel suo significato, dal momento che l'autore presenta non più una scena di gelosia, ma un confronto tra l'imperturbabilità dell'uomo e la propria vulnerabilità:
Ille, si fas est, superare divos,

qui sedens adversus identidem te

spectat et audit

dulce ridentem, misero quod omnis

eripit sensus mihi: nam simul te,

Lesbia, aspexi, nihil est super mi

...

lingua sed torpet, tenuis sub artus

fiamma demanat, sonitu suopte

tintinant aures, gemina teguntur

lumina nocte.

Otium, Catulle, tibi molestum est,

otio exultas nimiumque gestis;

otium et reges prius et beatas

perdidit urbes.»
quello - se si può dire - supera gli dèi,

quell'uomo che sedendo davanti a te

incessantemente ti guarda e ti ascolta

ridere dolcemente, cosa che a me infelice completamente

ha sottratto i sensi: infatti non appena ti scorgo,

o Lesbia, non mi rimane nulla

...

ma la lingua si paralizza, tenue sotto le membra

scorre una fiamma, le orecchie ronzano

di un suono interno, entrambi gli occhi

si coprono di tenebre.

L'ozio, o Catullo, ti è dannoso:

per l'ozio ti esalti e troppo ti agiti:

l'ozio ha mandato in rovina re

e città un tempo ricche.»
(Gaio Valerio Catullo, carme 51, I secolo a.C.)

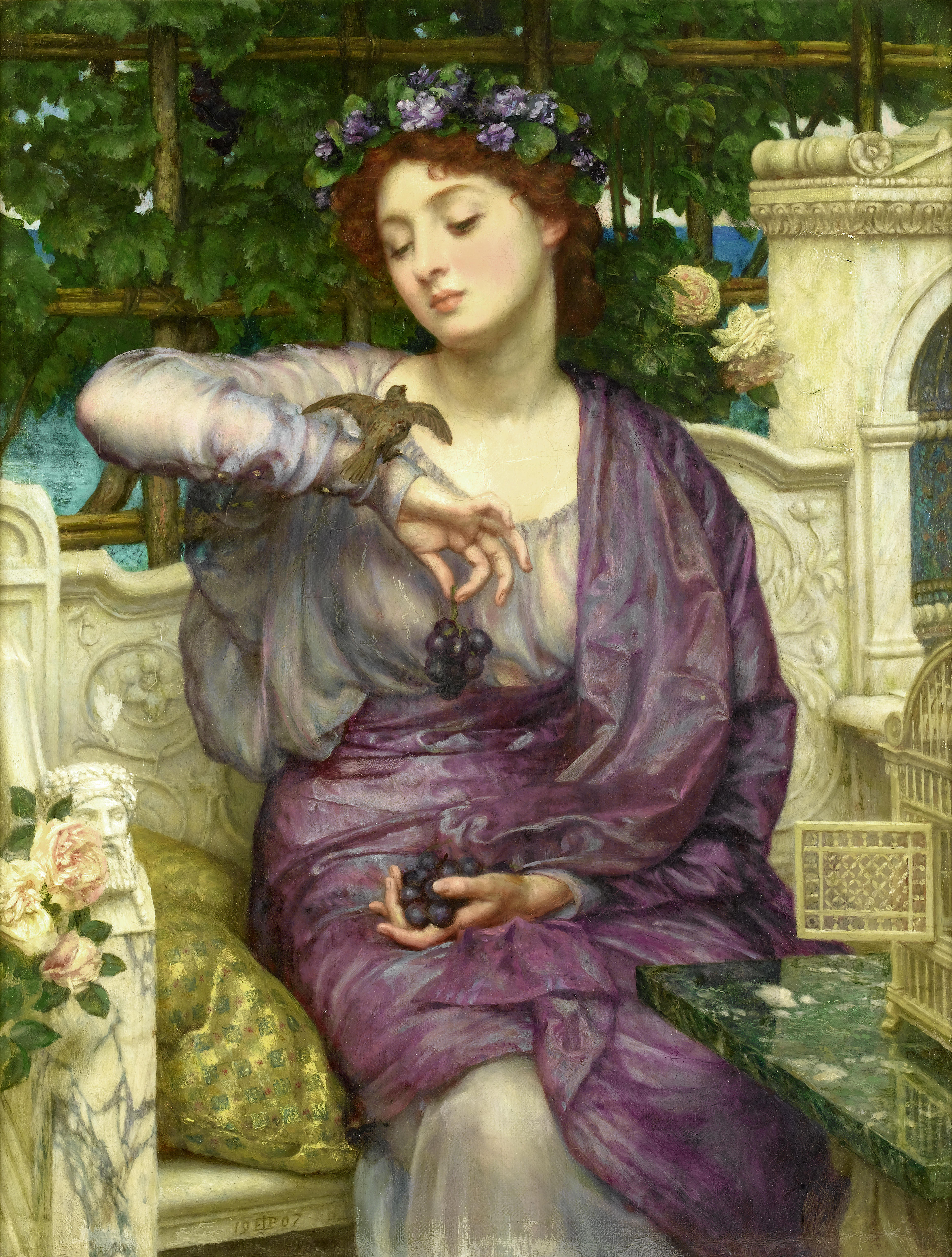
Lesbia in un dipinto del pittore Edward Poynter.

Secondo il filologo Biagio Conte, la sovrapponibilità del v. 1 con l'incipit dell'ode di Saffo segnala con grande evidenza il rapporto con il modello greco. Ma già al v. 2 Catullo se ne distacca introducendo un'amplificazione retorica: il passaggio dall'assimilazione (par) al superamento del dio (superare), unito allo slittamento dal singolare al plurale (deo/divos), costituisce una climax funzionale all'esaltazione dell'uomo. Il paragone con il dio non è dovuto alla felicità dell'uomo (come in Saffo), ma alla sua straordinaria imperturbabilità.
Anche ai vv. 9-12, quando Catullo elenca i sintomi della propria malattia d'amore, si nota una differenza rispetto al modello: Saffo, come ha evidenziato Vincenzo Di Benedetto, ricorre alla terminologia concreta del lessico medico e all'accostamento parallattico dei diversi sintomi; Catullo invece supera questa importazione tecnica e ricorre a lessico e immagini più raffinati, di ascendenza alessandrina. Così, la lingua che si è paralizzata (v. 9) attenua la violenza del testo greco («ma la lingua è spezzata», v. 9); per il sintomo finale, l'oscurarsi della vista, Catullo impreziosisce l'efficace semplicità di Saffo («non vedo più con gli occhi», v. 11) con l'enallage gemina nocte (per gemina lumina) e con l'antitesi del v. 12, lumina nocte, mentre l'immagine stessa della notte che ricopre gli occhi evoca tradizionalmente la morte (a partire da Omero). L'elenco dei sintomi si chiude così con un sovraccarico di pathos.
Ma l'elemento che segna più di tutti il distacco da Saffo è l'ultima strofa, che individua nell'otium la causa profonda della malattia d'amore. Esso rappresenta un paradossale ritorno alla morale tradizionale del mos maiorum, dalla quale la cerchia dei poetae novi si professava invece distante. In questo caso il termine otium acquista tutto il suo valore negativo, in quanto rende Catullo soggetto alla passione per Lesbia, conducendolo da ultimo a una vita dissipata.
Il carme 51 spiega inoltre l'origine del soprannome Lesbia. Saffo, l'autrice del testo qui imitato, era infatti originaria dell'isola di Lesbo. Il soprannome dato a Clodia richiama l'ambiente colto, raffinato e affascinante della poetessa greca, con le bellissime ragazze del suo tiaso, da lei amate e cantate nelle sue odi; il poeta vuole quindi identificare Lesbia con queste ragazze oggetto di canto e se stesso con Saffo che le celebra.

### Lucrezio
L'ode della poetessa greca viene ripresa in tutt'altro contesto da Lucrezio (autore contemporaneo a Catullo) nel De rerum natura. Nel terzo libro del poema il sentimento della paura è infatti descritto proprio attraverso il filtro dell'ode saffica:
consentire animam totam per membra videmus

sudoresque ita palloremque exsistere toto

corpore et infringi linguam vocemque aboriri,

caligare oculos, sonere auris, succidere artus,

denique concidere ex animi terrore videmus

saepe homines...»
(Tito Lucrezio Caro, De rerum natura, III, vv. 152-158)
Rispetto a Catullo, Lucrezio si mantiene più fedele all'originale greco, pur variando in parte l'ordine dei sintomi; il catalogo ha un andamento più secco, che procede privo di aggettivazione e artifici, tramite un semplice ed efficacissimo accostamento paratattico. Naturalmente Lucrezio non può che sopprimere il sintomo dell'alterazione febbrile, troppo specifico della passione amorosa, ma gli altri tre sintomi sono descritti in uno stile asciutto ed essenziale che riconduce alla chiarezza 'scientifica' dell'ode di Saffo. A differenza di Catullo, Lucrezio inoltre riprende i sintomi descritti nella quarta strofe dell'ode di Saffo: il pallore, il sudore e l'eventualità della morte. Scopo di Lucrezio è fornire una chiara e dettagliata descrizione scientifica; egli non rifugge quindi da nessun particolare realistico che possa risultare utile a questo fine.

### Virgilio
Qualche eco dell'ode di Saffo sembra esserci anche nell'Eneide di Virgilio, in particolare nel passo in cui Enea racconta a Didone l'incontro con lo spirito di Polidoro, uno dei figli di Priamo:
membra quatit gelidusque coit formidine sanguis.

[...] Tum vero ancipiti mentem formidine pressus

obstipui steteruntque comae et vox faucibus haesit.»
mi scuote le membra, e il sangue si gela per il terrore.

[...] Allora, oppresso la mente dubbiosa dall'orrore,

stupii, si drizzarono i capelli, e la voce si arrestò nella gola.»
(Publio Virgilio Marone, Eneide III, vv. 29-30, 47-48, trad. di L. Canali)

### Orazio
L'ode della gelosia si risente anche in Orazio, nella tredicesima ode del libro I:
cervicem roseam, cerea Telephi

laudas bracchia, vae meum

fervens difficili bile tumet iecur:

tum nec mens mihi nec color

certa sede manet, umor et in genas

furtim labitur, arguens,

quam lentis penitus macerer ignibus.

Uror, seu tibi candidos

turparunt umeros inmodicae mero

rixae, sive puer furens

impressit memorem dente labris notam.

Non, si me satis audias,

speres perpetuum dulcia barbare

laedentem oscula, quae Venus

quinta parte sui nectaris imbuit.

Felices ter et amplius

quos inrupta tenet copula nec malis

divolsus querimoniis

suprema citius solvet amor die.»
Il collo roseo lodi, di Telefo

Le lattee braccia, fervido

Di bieca collera gonfia il mio fegato.

Mente e color non restami

In sede stabile; furtivo rigami

Umor le gote, e t’indica

A che pigri intimi fochi io mi maceri.

Ardo, o che i candid’omeri

Tra ’l vino immodiche risse bruttaronti,

O traccia a’ labbri memore

Furente giovane col dente impresseti.

Non mai costante, ascoltami.

Sperar chi barbaro lede i dolcissimi

Baci, a cui del suo nèttare

La quinta mescola essenza Venere.

Beati lor, cui vincolo

Stringe perpetuo, nè Amore, ad improbe

Risse divelto, celere

Via più dell’ultimo giorno li sèpara!»
(Hor. Carm. I 13, trad. di Mario Rapisardi)

### Prima traduzione italiana
La prima traduzione italiana del frammento 31 di Saffo da noi conosciuta risale al 1572 ed è di Giovanni Andrea dell’Anguillara:
qual diritto à te siede,

E dolce ragionar ti sente, e vede

Rider soavemente.

Questo à me il cor nel petto batte, e fiede:

Perché mentre mi sei

Opposta, si che con questi occhi miei

Ti vegga immantinente,

Non ho à voce formar virtù possente;

Ma impedita la lingua muta viene,

E sottil fuoco presto

Passami per le vene.

Perdon l’ufficio gli occhi di mirare,

L’orecchie d’ascoltare.

Gelo è il sudor, tutta tremante resto.

Più c’herba secca di pallor dipinta,

Priva di spirto, assembro quasi estinta.»

### Ugo Foscolo
Ugo Foscolo, che si sentiva particolarmente legato a quest'ode, ne diede due fortunate traduzioni.

La prima traduzione risale al 1790:
Che teco siede, e sì soavemente

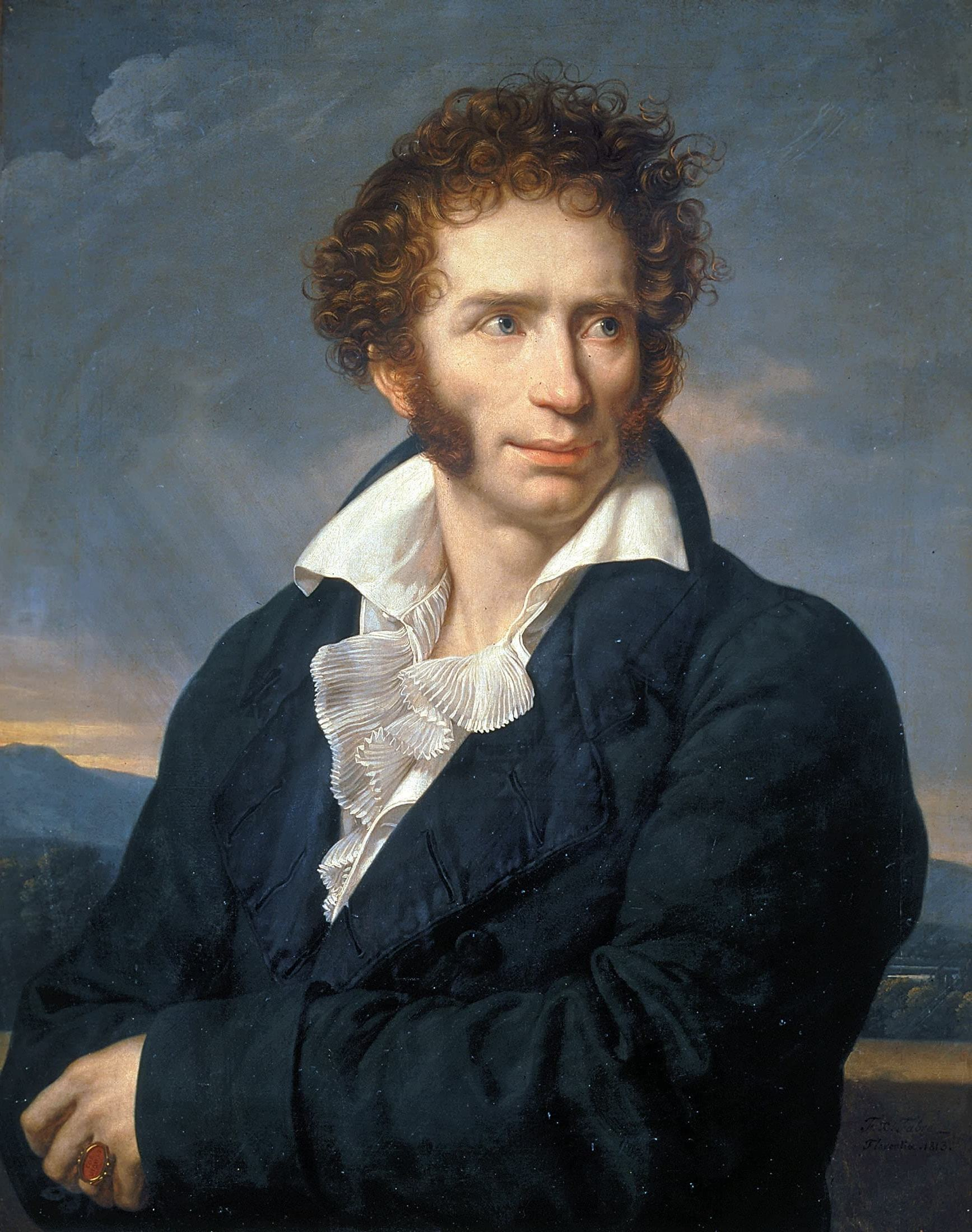
Ugo Foscolo

Cantar t’ascolta, e in atto sì gentile

Dolce ridente.

Com’io ti veggio, palpitar mi sento

Nel petto il core, in quel beato istante

Non vien più suono d’amoroso accento

Sul labbro ansante.

Muta s’intrica la mia lingua: accensa

Scorre ogni vena, ronza tintinnio

Dentro gli orecchi; notte alta s’addensa

Sul guardo mio.

Sudor di gelo le mie guance inonda.

Fremito assale e abbrivida ogni membro,

E senza spirti, pallida qual fronda

Morta rassembro.»

La seconda traduzione risale invece al 1821:
Ti siede, e vede il tuo bel riso, e sente

I dolci detti e l’amoroso canto! —

A me repente,

Con più tumulto il core urta nel petto:

More la voce, mentre ch’io ti miro,

Sulla mia lingua: nelle fauci stretto

Geme il sospiro.

Serpe la fiamma entro il mio sangue, ed ardo:

Un indistinto tintinnío m’ingombra

Gli orecchi, e sogno: mi s’innalza al guardo

Torbida l'ombra.

E tutta molle d’un sudor di gelo,

E smorta in viso come erba che langue,

Tremo e fremo di brividi, ed anelo

Tacita, esangue.»

### Pascoli e Quasimodo

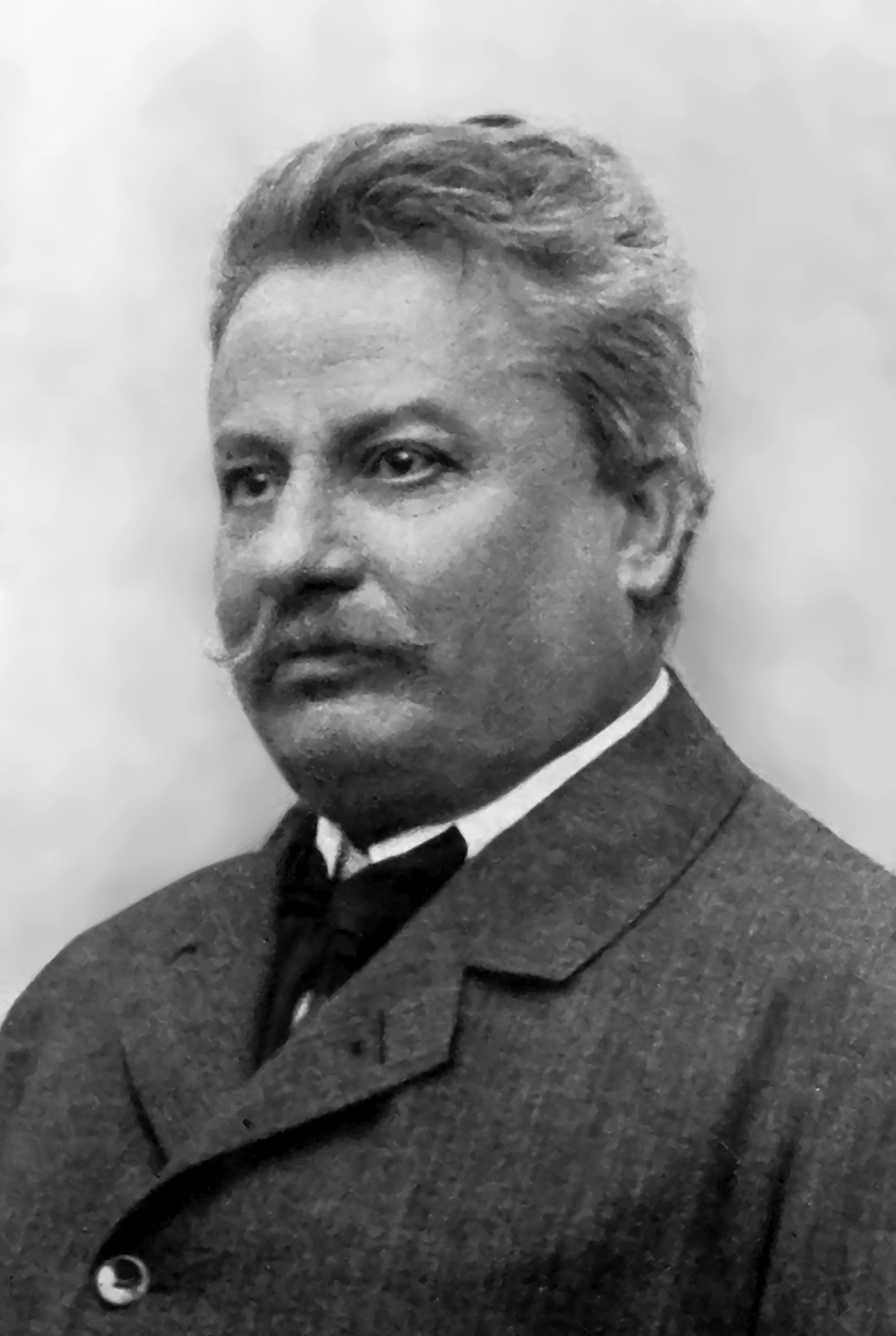
Giovanni Pascoli

Altre due fortunate traduzioni nella storia della letteratura italiana sono state infine quelle di Giovanni Pascoli e Salvatore Quasimodo:
quale e’ sia, che in faccia ti siede, e fiso

tutto in te, da presso t’ascolta, dolce-

mente parlare,

e d’amore ridere un riso, e questo

fa tremare a me dentro al petto il core;

ch’ai vederti subito a me di voce

filo non viene,

e la lingua mi s’è spezzata, un fuoco

per la pelle via ch’è sottile è corso,

già non hanno vista più gli occhi, romba

fanno gli orecchi

e il sudore sgocciola, e tutta sono

da temore presa, e più verde sono

d’erba, e poco già dal morir lontana,

simile a folle.»
(Giovanni Pascoli)
chi a te vicino così dolce

suono ascolta mentre tu parli

e ridi amorosamente. Subito a me

il cuore si agita nel petto

solo che appena ti veda, e la voce

si perde sulla lingua inerte.

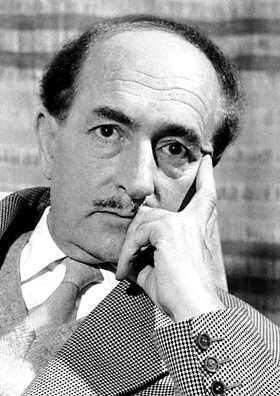
Salvatore Quasimodo

Un fuoco sottile affiora rapido alla pelle,

e ho buio negli occhi e il rombo

del sangue alle orecchie.

E tutta in sudore e tremante

come erba patita scoloro:

e morte non pare lontana

a me rapita di mente.»
(Salvatore Quasimodo)